# Mur de Durbuy
 (novembre 2023).
Si vous disposez d'ouvrages ou d'articles de référence ou si vous connaissez des sites web de qualité traitant du thème abordé ici, merci de compléter l'article en donnant les références utiles à sa vérifiabilité et en les liant à la section « Notes et références ».
Le Mur de Durbuy  ou Neuve Voie est une côte de la ville de Durbuy (province de Luxembourg, Belgique)  empruntée lors de courses cyclistes dont les arrivées d'étapes du Tour de Belgique.

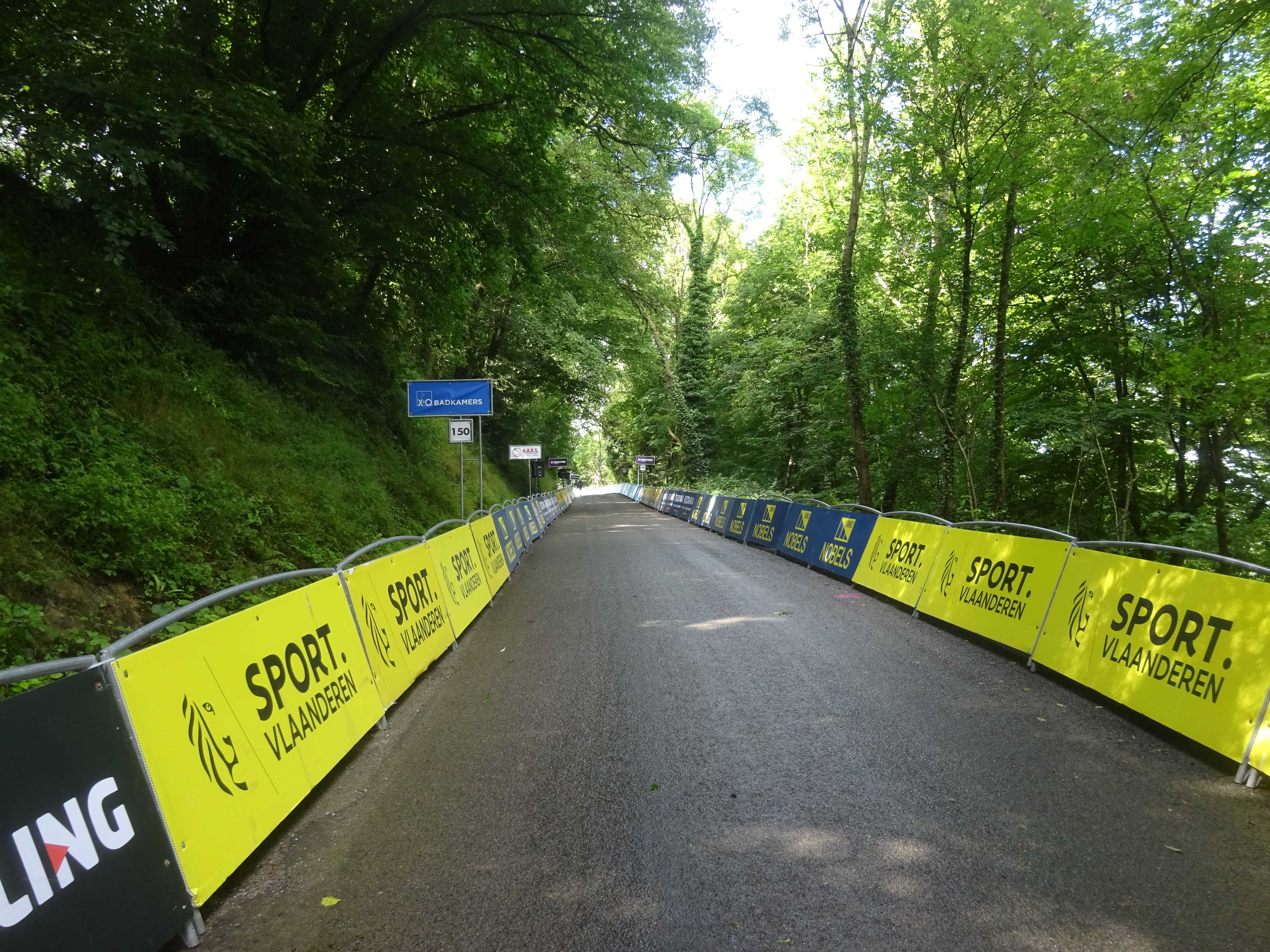
Mur de Durbuy au Tour de Belgique 2024

## Situation
Le pied de la côte se trouve dans le centre de la vieille ville de Durbuy, au carrefour de la rue du Comte Théodule d'Ursel, la rue principale traversant la ville, et de Neuve Voie. Le Mur de Durbuy emprunte la Neuve Voie puis la rue du Gibet.

## Description
La route est étroite et principalement située dans un milieu boisé sur un versant de l'Ourthe.
La première partie de la côte est la plus pentue avec une déclivité moyenne d'environ 10 % pendant 600 mètres. Ensuite, les 250 mètres suivants présentent une pente moyenne d'environ 4 % puis un replat de 150 mètres avant une dernière montée de 270 mètres avec une pente d'environ 4 %.

## Caractéristiques
- Départ : 145 m
- Altitude : 227 m
- Dénivellation : 82 m
- Longueur : 1,270 km
- Pente moyenne : 6,6 %
- Pente maximale : 12 %

## Cyclisme
- Le Belge Quinten Hermans s'y impose lors de l'arrivée de la 4e étape du Tour de Belgique 2022[1].
- Le Néerlandais Mathieu van der Poel s'y impose lors de l'arrivée de la 4e étape du Tour de Belgique 2023.
- L'Espagnol Alex Aranburu s'y impose lors de l'arrivée de la 4e étape du Tour de Belgique 2024